# Chris Mueller
Christopher Matthew „Chris” Mueller (ur. 29 sierpnia 1996 w Schaumburg) – amerykański piłkarz występujący na pozycji skrzydłowego, reprezentant Stanów Zjednoczonych, od 2022 roku zawodnik Chicago Fire.